# Municipio de Napoleon (Ohio)
El municipio de Napoleon (en inglés: Napoleon Township) es un municipio ubicado en el condado de Henry en el estado estadounidense de Ohio. En el año 2010 tenía una población de 9796 habitantes y una densidad poblacional de 107,57 personas por km².

## Geografía
El municipio de Napoleon se encuentra ubicado en las coordenadas 41°22′49″N 84°10′37″O / 41.38028, -84.17694. Según la Oficina del Censo de los Estados Unidos, el municipio tiene una superficie total de 91.07 km², de la cual 89,76 km² corresponden a tierra firme y (1,43 %) 1,31 km² es agua.

## Demografía
Según el censo de 2010, había 9796 personas residiendo en el municipio de Napoleon. La densidad de población era de 107,57 hab./km². De los 9796 habitantes, el municipio de Napoleon estaba compuesto por el 94,33 % blancos, el 0,78 % eran afroamericanos, el 0,33 % eran amerindios, el 0,47 % eran asiáticos, el 2,59 % eran de otras razas y el 1,5 % eran de una mezcla de razas. Del total de la población el 7,35 % eran hispanos o latinos de cualquier raza.